# Риџфилд (Њу Џерзи)
Риџфилд (енгл. Ridgefield) град је у америчкој савезној држави Њу Џерзи.

## Демографија
По попису из 2010. године број становника је 11.032, што је 202 (1,9%) становника више него 2000. године.
| Група             | 2000.         | 2010.         |
| Белци             | 7.189 (66,4%) | 5.215 (47,3%) |
| Афроамериканци    | 83 (0,8%)     | 132 (1,2%)    |
| Азијати           | 1.887 (17,4%) | 3.206 (29,1%) |
| Хиспаноамериканци | 1.494 (13,8%) | 2.362 (21,4%) |
| Укупно            | 10.830        | 11.032        |